# Округ Коул (Мисури)
Коул (енгл. Cole County) је округ у америчкој савезној држави Мисури.

## Демографија
По попису из 2010. године број становника је 75.990, што је 4.593 (6,4%) становника више него 2000. године.
| Група             | 2000.          | 2010.          |
| Белци             | 61.684 (86,4%) | 63.247 (83,2%) |
| Афроамериканци    | 7.084 (9,9%)   | 8.512 (11,2%)  |
| Азијати           | 625 (0,9%)     | 966 (1,3%)     |
| Хиспаноамериканци | 915 (1,3%)     | 1.795 (2,4%)   |
| Укупно            | 71.397         | 75.990         |